# Kozi Las (województwo lubelskie)
Kozi Las – zniesiona nazwa osady leśnej w gminie Kurów, powiecie puławskim, województwie lubelskim.
W 2020 roku rada gminy Kurów uchwaliła wystąpić do właściwego ministra z wnioskiem o zniesienie urzędowej nazwy osady Kozi Las. Jak wskazano w uzasadnieniu, miejscowość utraciła dotychczasową funkcję, nie funkcjonuje w obiegu prawnym, ewidencji meldunkowej ani geodezyjnej; grunty należą do obrębu geodezyjnego Dęba. 
Nazwa miejscowości została zniesiona z 2022 r.